# キャタピラー九州
キャタピラー九州株式会社（キャタピラーきゅうしゅう）は、九州旅客鉄道（JR九州）の子会社。JR九州グループ。キャタピラージャパン合同会社特約店。

## 概要
キャタピラー製品の販売、メンテナンスの他、フォークリフト運転者、不整地運搬車運転者、高所作業車運転者、車両系建設機械運転者、玉掛け作業者、ガス溶接作業者、締固め用機械運転者などの技能講習や特別教育を行っている。
2017年10月2日、（旧）キャタピラー九州が会社分割により（新生）キャタピラー九州を設立。同年10月13日に（新生）キャタピラー九州の全株式を九州旅客鉄道が取得して子会社化。分割された会社は不動産賃貸業のみを引き継ぎ、ウエストホールディングス株式会社となったが、2018年6月30日に株式会社西菱に吸収合併されて解散した。

## 事業所
- 本社/福岡支社（福岡支店）- 福岡県筑紫野市針摺東3-6-1
- 北九州支店 - 福岡県北九州市小倉北区西港町88-4
- 平尾台工場 - 福岡県北九州市小倉南区新道寺御花畑
- 佐賀支店 - 佐賀県佐賀市久保田町大字久富2944
- 西九州支社（長崎支店）- 長崎県諫早市津久葉町62-17（諫早中核工業団地内）
- 大分支店 - 大分県大分市大字畑中701
- サテライト佐伯 - 大分県佐伯市西浜10897番46）
- 中九州支社（熊本支店）- 熊本県菊池郡菊陽町原水3802-40
- 南九州支社（宮崎支店）- 宮崎県宮崎市佐土原町下那珂字下ノ山2940-102
- 鹿児島支店 - 鹿児島県姶良市加治木町大字木田2020
- 奄美支店 - 鹿児島県大島郡龍郷町中勝1409-1
- 福岡教習センター - 福岡県筑紫野市針摺東3-6-1
  - 北九州会場 - 福岡県北九州市小倉北区西港町88-4
- 佐賀教習センター - 佐賀県佐賀市久保田町大字久富2944
- 長崎教習センター - 長崎県諫早市津久葉町62-17（諫早中核工業団地内）
- 大分教習センター - 大分県大分市大字畑中701
- 熊本教習センター - 熊本県菊池郡菊陽町原水3802-40
- 宮崎教習センター - 宮崎県宮崎市大字芳士748
- 鹿児島教習センター - 鹿児島県姶良市加治木町大字木田2020